# Палупера
Па́лупера (ест. Palupera küla) — село в Естонії, у волості Елва повіту Тартумаа.

## Населення
Чисельність населення на 31 грудня 2011 року становила 203 особи.

## Географія
Через населений пункт проходять автошляхи 71 (Ринґу — Отепяе — Канепі) та 22159 (Елва — Палупера — Кягрі).

## Історія
До 24 жовтня 2017 року село входило до складу волості Палупера повіту Валґамаа.

## Персоналії
- Карл Партс — естонський військовий діяч, учасник війни за незалежність Естонії, кавалер хреста Свободи.

## Пам'ятки історії та архітектури

### Маєток Палупера
- Головна будівля маєтку[2]
- Парк маєтку[3]
- Сушарка[4]
- Пташник[5]
- Винокурня[6]
- Житниця[7]

### Інше
- Братське поховання загиблих у війні за незалежність[8]
- Пожежна станція (Palupera pritsikuur), будівля початку 1930-х років

## Галерея

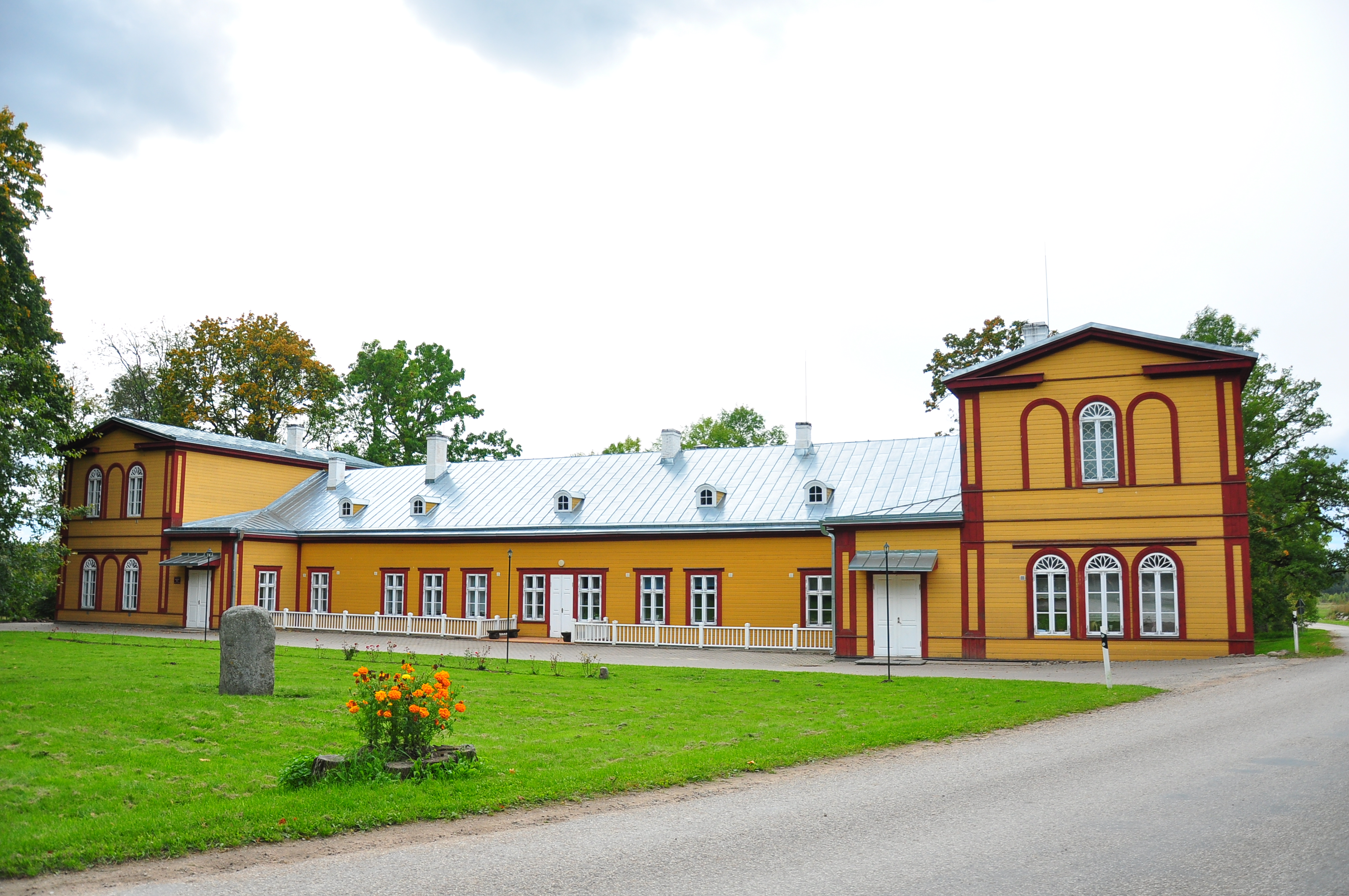
Головна будівля маєтку
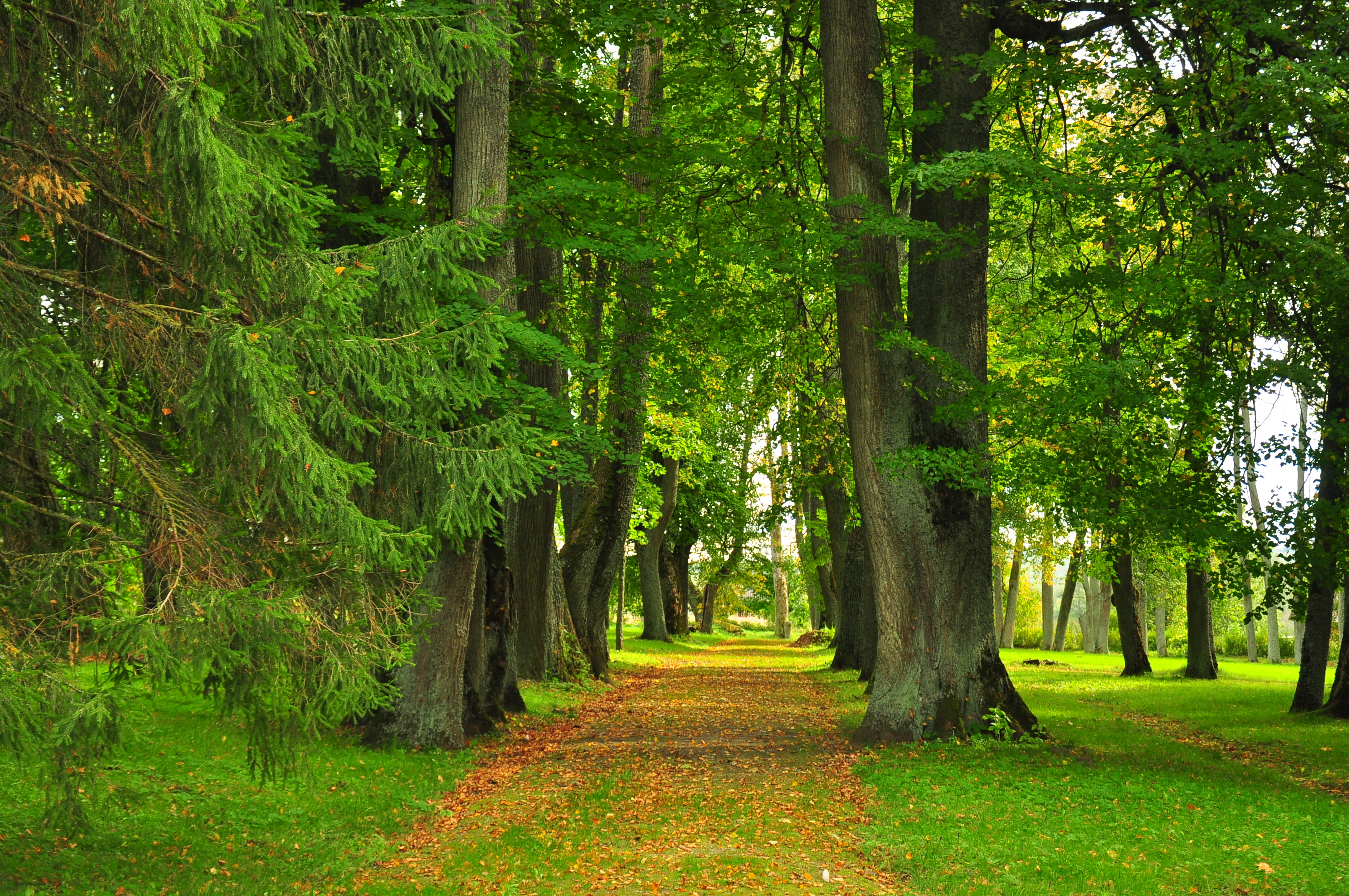
Парк маєтку
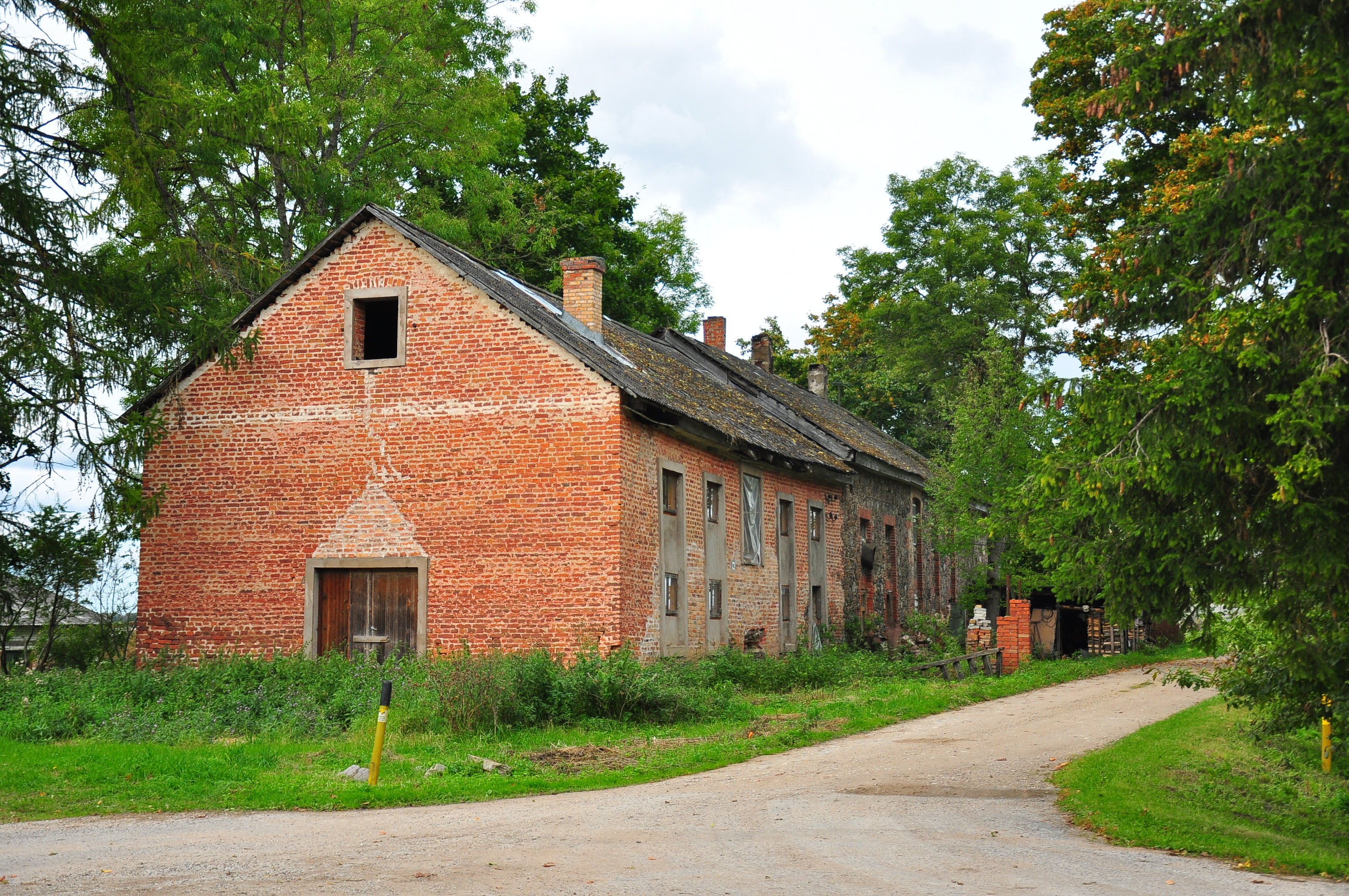
Сушарка маєтку
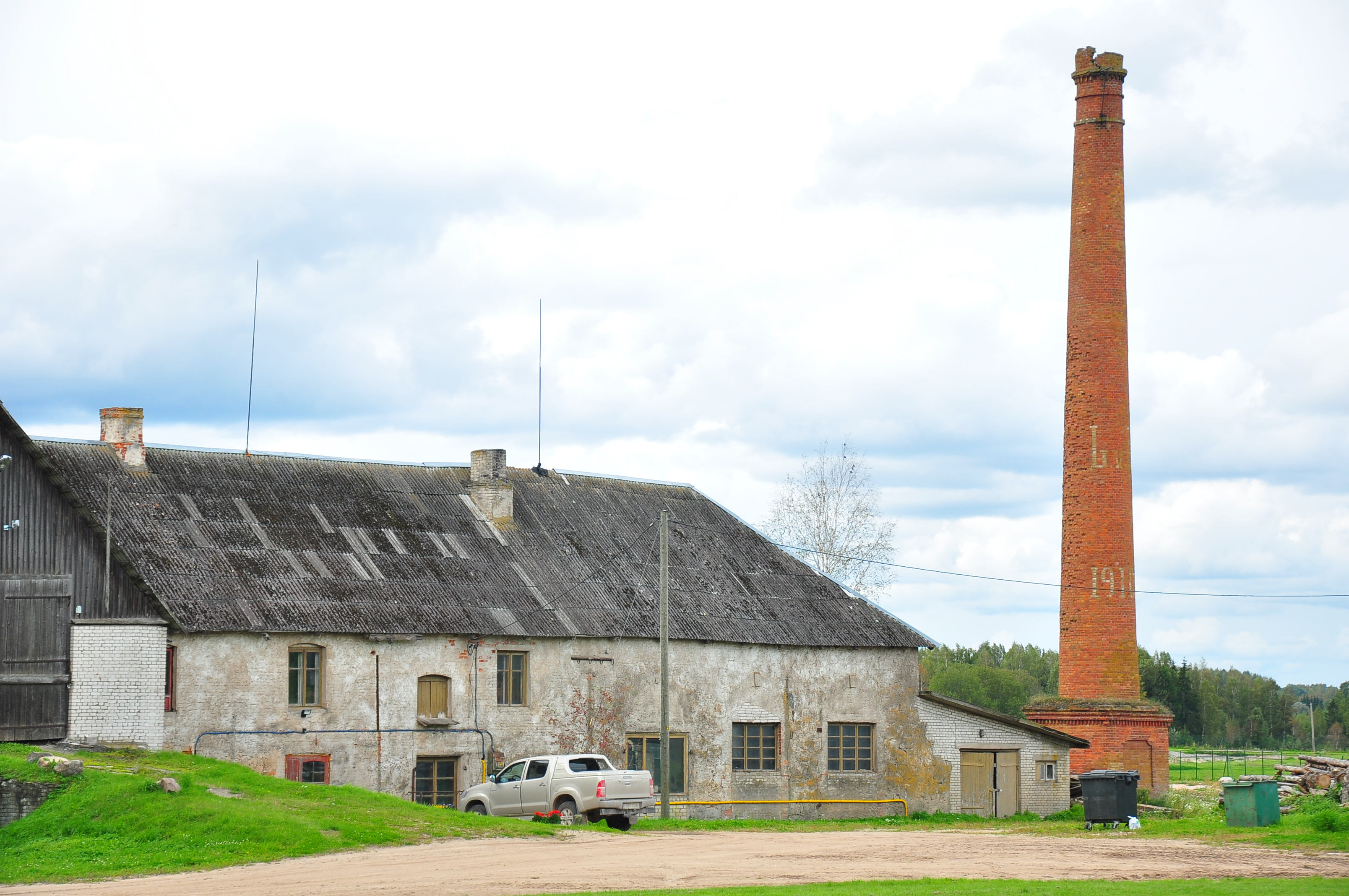
Винокурня
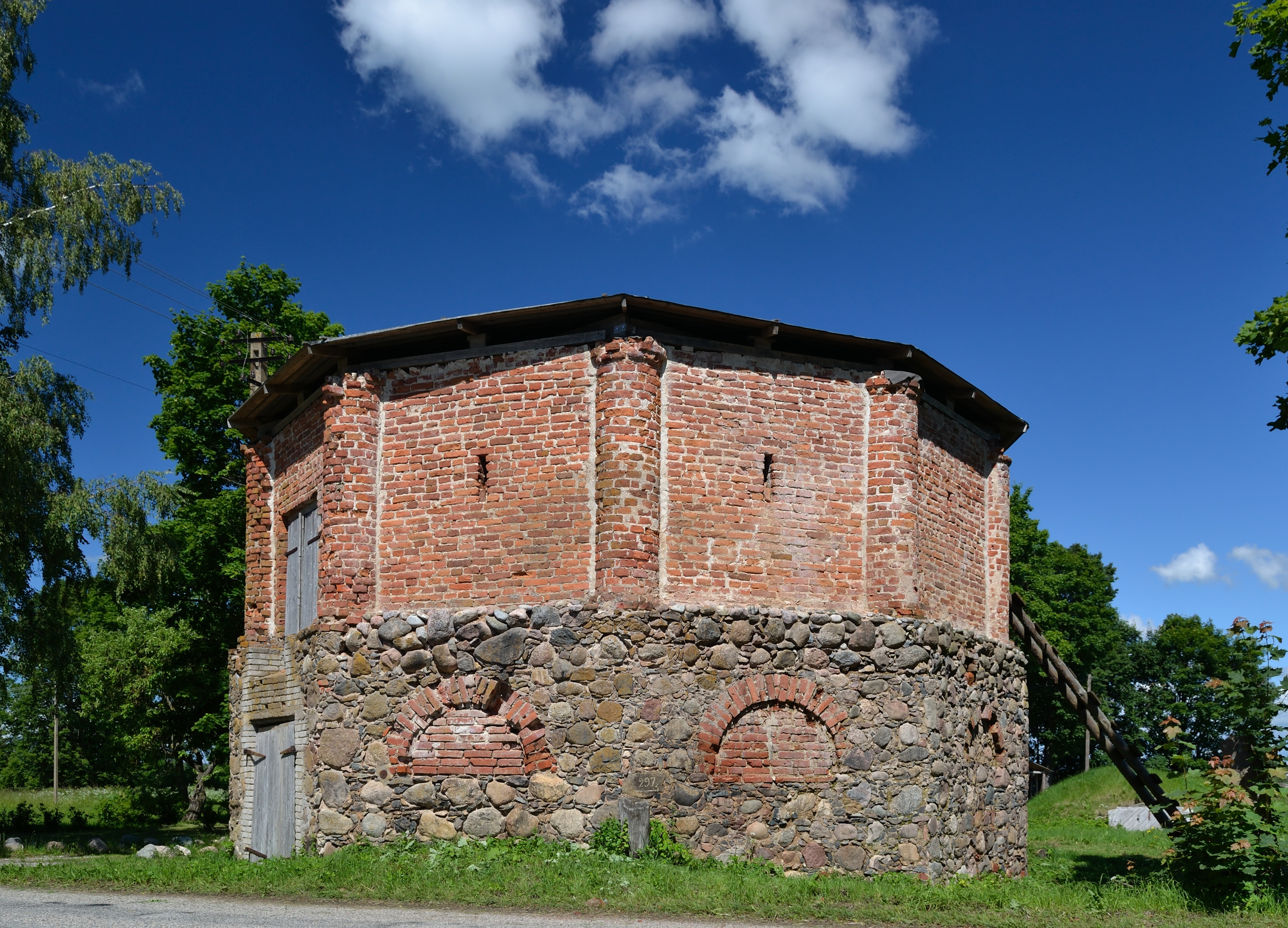
Житниця маєтку
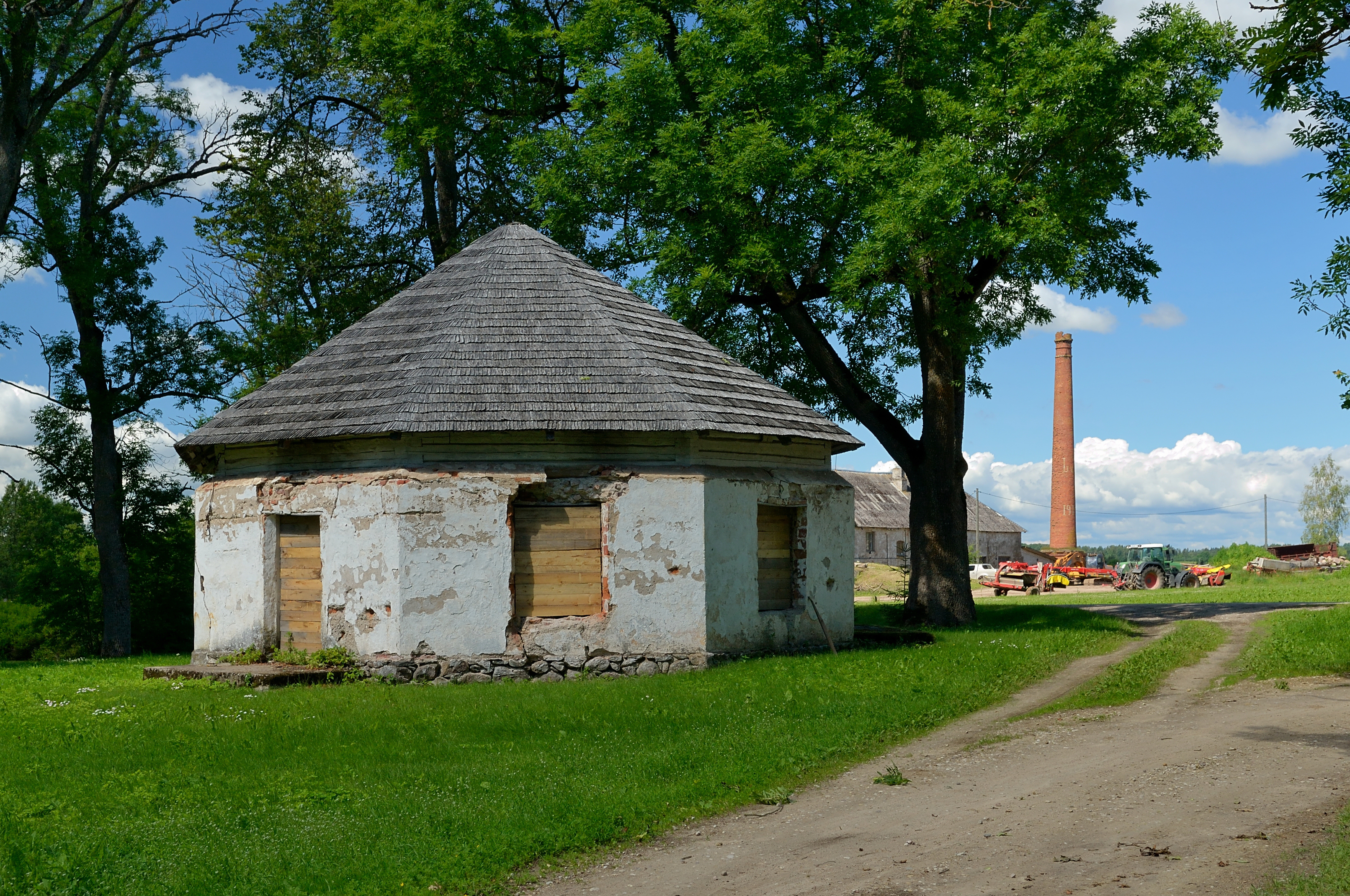
Пташник маєтку
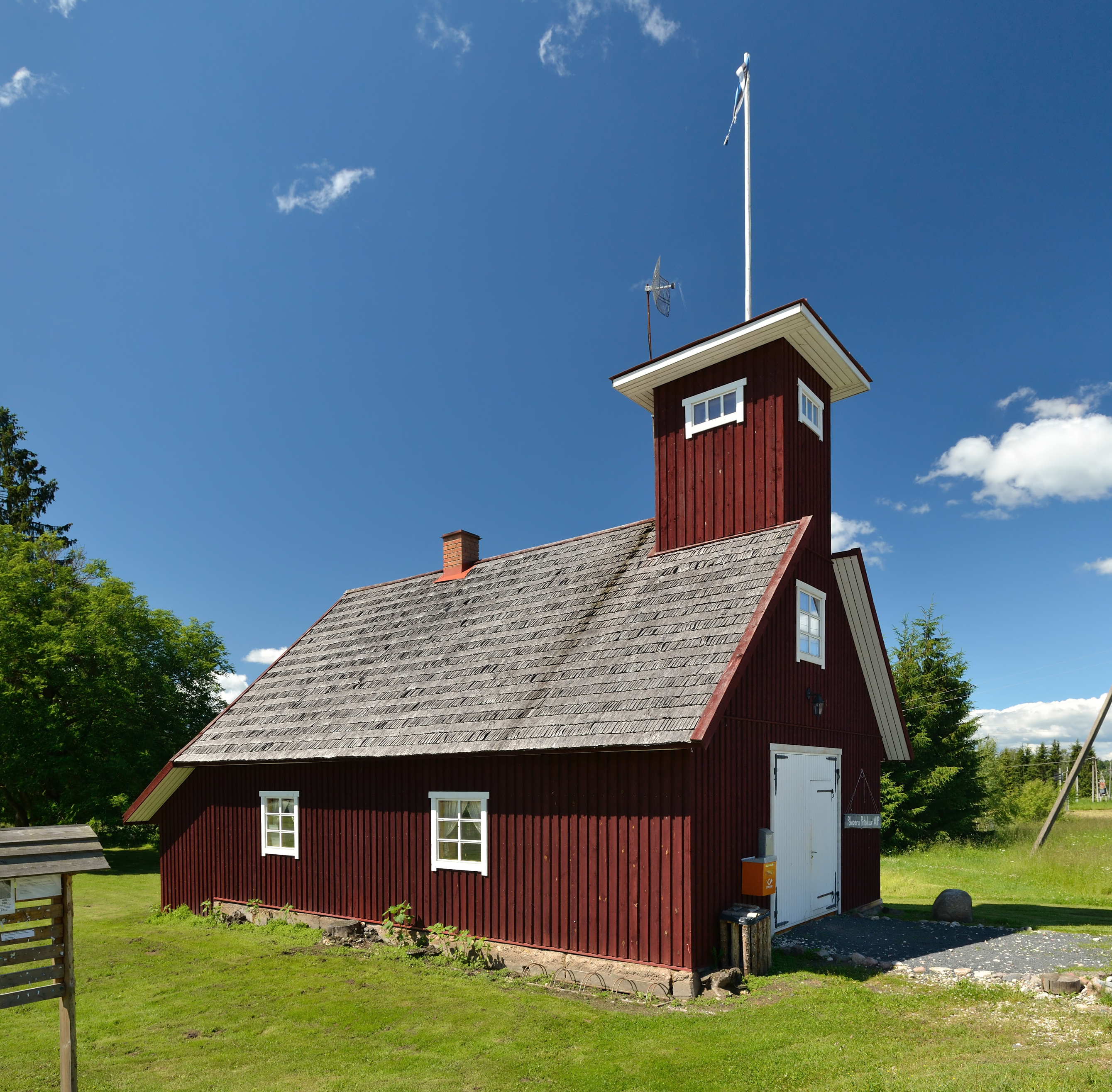
Пожежна станція